# سیارک ۶۴۴

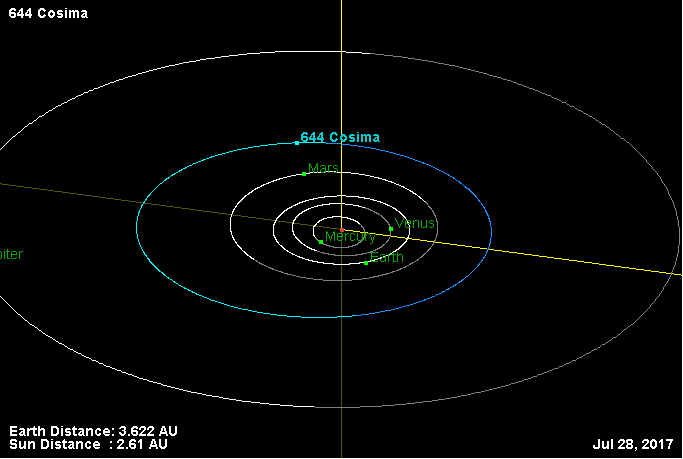
نمایی از محل قرارگیری سیارک ۶۴۴ در مدار - ۲۰۱۷

سیارک ۶۴۴ (به انگلیسی: 644 Cosima، نامگذاری:1907AA) ششصد و چهل و چهارمین سیارک کشف شده‌است که در ۷ سپتامبر ۱۹۰۷ و در هایدلبرگ کشف شد.
قدر مطلق سیارک برابر ۱۱٫۱۳ است.